# Гуалько, Себастьян
Себастья́н Иносенсио Гуалько (исп. Sebastián Inocencio Gualco; 26 апреля 1912, Буэнос-Айрес — 6 ноября 1992, Буэнос-Айрес) — аргентинский футболист, вратарь.

## Карьера
Себастьян Гуалько родился в семье Антонио Гуалько и Вирхинии Феррарис. Он начал карьеру в клубе «Спортиво Девото», куда попал в возрасте 15 лет. В 1930 году «Девото» был слит с «Эстудиантесом», из-за чего несколько игроков покинули команду. Среди них был и Гуалько, перешедший в «Платенсе». 5 июля 1931 года он дебютировал в составе команды в матче с «Бокой Хуниорс» (1:4). В следующем сезоне Гуалько отличился: он отбил пенальти от одного из лучших игроков Аргентины того периода — Бернабе Феррейры. После этого Себастьян выступал в составе команды ещё один год, после чего покинул клуб, за который сыграл 80 встреч. Последней игрой голкипера в составе «Платенсе» стал матч с «Эстудиантесом» (1:5). Далее футболист перешёл в «Сан-Лоренсо», подписав контракт с суммой в 4 тысячи песо. 25 марта он впервые сыграл за клуб против «Архентинос Хуниорс» (6:1). А в 1936 году команда выиграла чемпионат страны. В 1937 году Гуалько стал игроком клуба «Чакарита Хуниорс». 4 июля он дебютировал в составе команды в матче со своим бывшим клубом «Платенсе» (1:1). Всего в сезоне вратарь вышел на поле 23 раза.

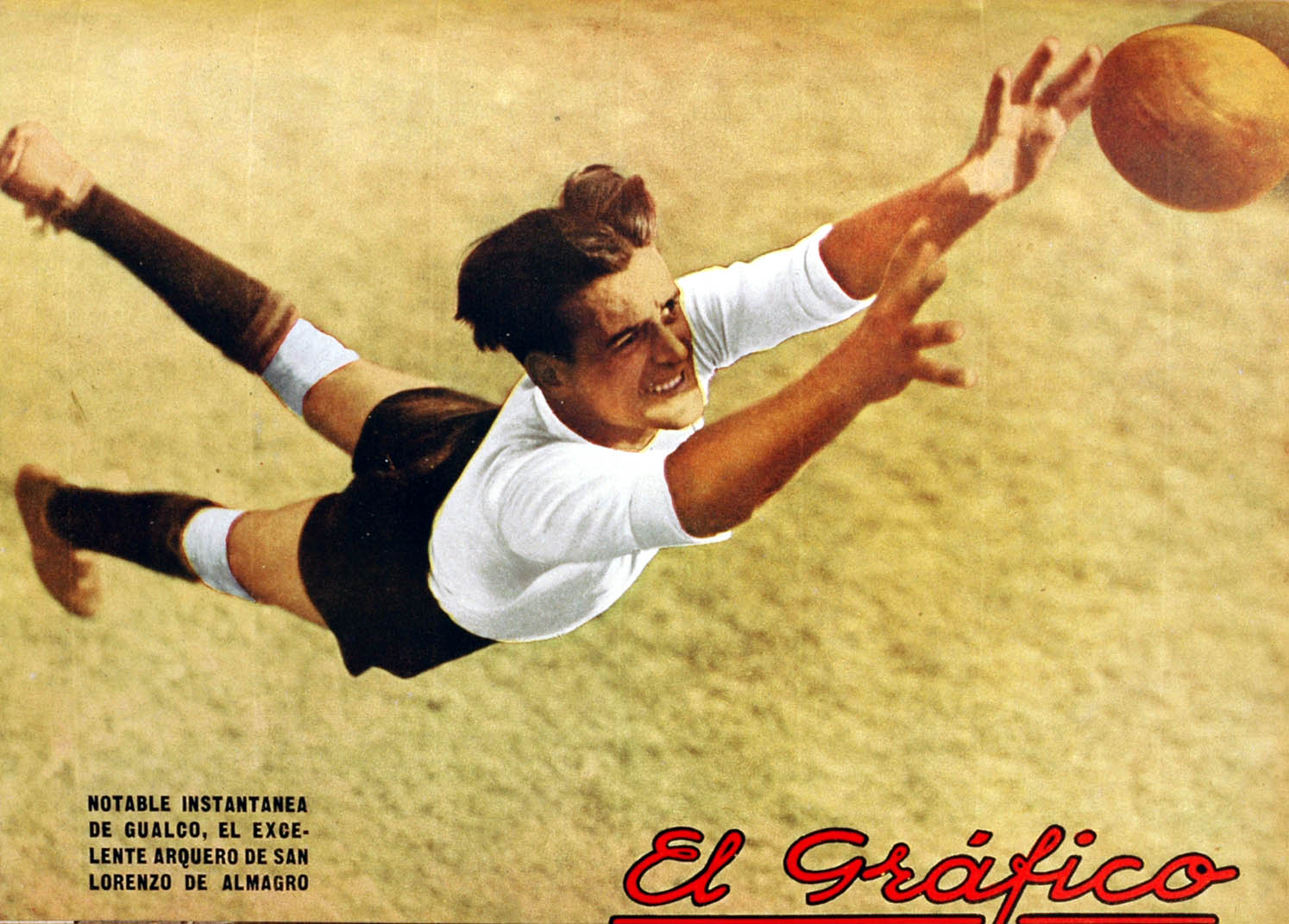
Гуалько в 1935 году

В 1937 году Гуалько возвратился в «Сан-Лоренсо», где провёл ещё три сезона. Последнюю встречу в составе команды Себастьян провёл 3 ноября 1940 года с «Феррокарриль Оэсте» (1:2). А всего за годы в «Сан-Лоренсо» сыграл в 184 матчах, в которых пропустил 295 голов. В 1941 году Себастьян был куплен «Феррокарриль Оэсте» за 30 тысяч песо, самую высокую сумму, заплаченную за игрока в истории клуба тот момент. Чтобы собрать такие деньги, руководство клуба даже было вынуждено провести рекламную кампанию, девизом которой стала фраза: «Гуалько уже является частью ФК Оэсте. Ты тоже это знаешь!». Другой частью рекламной кампании стала огромная прозрачная бутылка с написанным на табличке лозунгом «Гуалько — наш гаучо», установленная в офисе клуба, и в которую любой мог кинуть денежные средства. 30 марта он сыграл первую встречу за клуб с «Платенсе» (0:0). В 1944 году Ассоциация футбола Аргентины признала факт того, что в прошедшем сезоне ему была предложена взятка в 2 тысячи песо за «сдачу» матча с «Банфилдом», на что голкипер ответил отказом. В том же году Себастьян покинул клуб из-за конфликта в команде. В составе «Феррокариль» он провёл 104 матча, в которых пропустил 191 мяч. Последней игрой голкипера в команде стала встреча с «Платенсе» (0:3) 13 августа 1944 года.
В 1945 году Гуалько стал игроком «Уракана». 17 июня 1945 года он дебютировал в составе команды в матче с «Сан-Лоренсо» (2:4). В 1945 году он провёл полный сезон, но годом позже сыграл лишь втрёх матчах, после чего покинул команду. Последней встречей игрока за «Уракан» стала встреча с «Платенсе» (1:3). Всего за команду Гуалько сыграл в 25 матчах. Причиной такого малого количества встреч стали слухи о множественных договорных встречах, сыгранных футболистом. В следующем году Себастьян покинул Аргентину и уехал в Уругвай, подписав контракт с «Монтевидео Уондерерс». Клуб нуждался в высококачественном голкипере, особенно это стало понятно после поражения со счётом 1:8 от «Пеньяроля» в роызгрыше турнира Конкуренции. В дебютном Себастьяна за «Уондерерс» клуб обыграл тот же «Пеньяроль» со счётом 3:1. Он провёл первый круг первенства, а вот во втором во встрече с «Насьоналем» получил тяжёлую травму. Из-за этого повреждения аргентинский вратарь был вынужден завершить игровую карьеру. Несмотря на это, «Уондерерс» не прекратил выплачивать Гулько заработную плату. Аргентинец настолько был благодарен клубу, что согласился тренировать команду из Монтевидео.
Гуалько умер в возрасте 80 лет из-за болезни печени.

## Статистика

### Клубная
| Сезон | Клуб                     | Лига    | Чемпионат | Чемпионат |
| Сезон | Клуб                     | Лига    | Игры      | Голы      |
| ----- | ------------------------ | ------- | --------- | --------- |
| 1931  | Платенсе (Висенте-Лопес) | Примера | 28        | −?        |
| 1932  | Платенсе (Висенте-Лопес) | Примера | 26        | −?        |
| 1933  | Платенсе (Висенте-Лопес) | Примера | 26        | −?        |
| 1934  | Сан-Лоренсо              | Примера | 37        | −?        |
| 1935  | Сан-Лоренсо              | Примера | 26        | −?        |
| 1936  | Сан-Лоренсо              | Примера | 32        | −?        |
| 1937  | Чакарита Хуниорс         | Примера | 23        | −?        |
| 1938  | Сан-Лоренсо              | Примера | 30        | −?        |
| 1939  | Сан-Лоренсо              | Примера | 34        | −?        |
| 1940  | Сан-Лоренсо              | Примера | 25        | −?        |
| 1941  | Феррокарриль Оэсте       | Примера | 26        | −39       |
| 1942  | Феррокарриль Оэсте       | Примера | 29        | −49       |
| 1943  | Феррокарриль Оэсте       | Примера | 29        | −55       |
| 1944  | Феррокарриль Оэсте       | Примера | 17        | −38       |
| 1945  | Уракан                   | Примера | 22        | −?        |
| 1946  | Уракан                   | Примера | 3         | −?        |

### Международная
| Матчи Себастьяна Гуалько за сборную Аргентины | Матчи Себастьяна Гуалько за сборную Аргентины | Матчи Себастьяна Гуалько за сборную Аргентины | Матчи Себастьяна Гуалько за сборную Аргентины | Матчи Себастьяна Гуалько за сборную Аргентины | Матчи Себастьяна Гуалько за сборную Аргентины | Матчи Себастьяна Гуалько за сборную Аргентины |
| --------------------------------------------- | --------------------------------------------- | --------------------------------------------- | --------------------------------------------- | --------------------------------------------- | --------------------------------------------- | --------------------------------------------- |
| №                                             | Дата                                          | Место проведения                              | Оппонент                                      | Счёт                                          | Голы                                          | Турнир                                        |
| 1                                             | 27 января 1935                                | Лима                                          | Уругвай                                       | 0:3                                           | −3                                            | Чемпионат Южной Америки                       |
| 2                                             | 18 июня 1938                                  | Буэнос-Айрес                                  | Уругвай                                       | 1:0                                           | 0                                             | Кубок Хуана Миньябуру                         |
| 3                                             | 15 января 1939                                | Рио-де-Жанейро                                | Бразилия                                      | 5:1                                           | −1                                            | Кубок Рока                                    |
| 4                                             | 22 января 1939                                | Рио-де-Жанейро                                | Бразилия                                      | 2:3                                           | −3                                            | Кубок Рока                                    |
| 5                                             | 13 августа 1939                               | Асунсьон                                      | Парагвай                                      | 1:0                                           | 0                                             | Кубок Шевалье Бутеля                          |
| 6                                             | 15 августа 1939                               | Асунсьон                                      | Парагвай                                      | 2:2                                           | −2                                            | Кубок Шевалье Бутеля                          |
| 7                                             | 18 февраля 1940                               | Сан-Паулу                                     | Бразилия                                      | 2:2                                           | −2                                            | Кубок Рока                                    |
| 8                                             | 25 февраля 1940                               | Сан-Паулу                                     | Бразилия                                      | 3:0                                           | 0                                             | Кубок Рока                                    |
| 9                                             | 5 марта 1940                                  | Буэнос-Айрес                                  | Бразилия                                      | 6:1                                           | −1                                            | Кубок Рока                                    |
| 10                                            | 10 марта 1940                                 | Буэнос-Айрес                                  | Бразилия                                      | 2:3                                           | −3                                            | Кубок Рока                                    |
| 11                                            | 17 марта 1940                                 | Буэнос-Айрес                                  | Бразилия                                      | 5:1                                           | −1                                            | Кубок Рока                                    |
| 12                                            | 16 февраля 1941                               | Сантьяго                                      | Эквадор                                       | 6:1                                           | −1                                            | Чемпионат Южной Америки                       |
| 13                                            | 11 января 1942                                | Монтевидео                                    | Парагвай                                      | 4:3                                           | −3                                            | Чемпионат Южной Америки                       |
| 14                                            | 17 января 1942                                | Монтевидео                                    | Бразилия                                      | 2:1                                           | −1                                            | Чемпионат Южной Америки                       |
| 15                                            | 22 января 1942                                | Монтевидео                                    | Эквадор                                       | 12:0                                          | 0                                             | Чемпионат Южной Америки                       |
| 16                                            | 25 января 1942                                | Монтевидео                                    | Перу                                          | 3:1                                           | −1                                            | Чемпионат Южной Америки                       |
| 17                                            | 31 января 1942                                | Монтевидео                                    | Чили                                          | 0:0                                           | 0                                             | Чемпионат Южной Америки                       |
| 18                                            | 7 февраля 1942                                | Монтевидео                                    | Уругвай                                       | 0:1                                           | −1                                            | Чемпионат Южной Америки                       |
| 19                                            | 25 мая 1942                                   | Буэнос-Айрес                                  | Уругвай                                       | 4:1                                           | −1                                            | Кубок Ньютона                                 |
| 20                                            | 12 августа 1942                               | Монтевидео                                    | Уругвай                                       | 1:1                                           | −1                                            | Кубок Липтона                                 |
| 21                                            | 4 августа 1943                                | Монтевидео                                    | Уругвай                                       | 1:0                                           | 0                                             | Товарищеский матч                             |
| 22                                            | 10 июля 1943                                  | Асунсьон                                      | Парагвай                                      | 5:2                                           | −2                                            | Кубок Шевалье Бутеля                          |
| 23                                            | 11 июля 1943                                  | Асунсьон                                      | Парагвай                                      | 1:2                                           | −2                                            | Кубок Шевалье Бутеля                          |

## Достижения
- Чемпион Аргентины: 1936 (Кубок Чести)
- Обладатель Кубка Хуана Миньябуру: 1938
- Обладатель Кубка Рока: 1939, 1940 (1), 1940 (2)
- Обладатель Кубка Шевалье Бутеля: 1939, 1943
- Чемпион Южной Америки: 1941
- Обладатель Кубка Ньютона: 1942
- Обладатель Кубка Липтона: 1942